# Денніл Еклз
Елта Денніл Ґрол (нар. 18 березня 1979), у шлюбі Еклз, до 2012 відома як Денніл Гарріс, — американська акторка та модель. Вона зіграла ролі Шеннон Мак-Бейн в американській денній мильній опері «Одне життя, щоб жити» та Рейчел Гатіни в телевізійному драматичному серіалі «Школа виживання».

## Раннє життя
Елта Денніл Ґрол народилася в Лафайєтті, штат Луїзіана, і виросла в сусідньому місті Юніс, маленькому містечку в парафії Сент-Ландрі. Її батько Едвард Е. Ґрол-молодший — офтальмолог, а мати Дебора Ґрол — дизайнерка інтер'єрів. Її назвали на честь прабабусі. Її ім'я Елта, але професійно вона використовує друге ім'я Денніл, натхненне вулицею Денніл у Новому Орлеані. Вона переїхала до Лос-Анджелеса, щоб продовжити кар'єру моделі.

## Кар'єра
Спочатку Гарріс працювала моделлю в таких компаніях, як Big Sexy Hair і Juicy Jeans. Потім з'явилася в телевізійній рекламі. У 2003 році отримала першу роль у мильній опері «Одне життя, щоб жити» від American Broadcasting Company, зігравши Шеннон Мак-Бейн, студентку вигаданого університету Лланв'ю. Гарріс переїхала до Нью-Йорка заради ролі та покинула серіал у грудні 2004 року. Відтоді з'являлася в таких проєктах: «Військово-юридична служба», «Усі жінки — відьми», «CSI: Місце злочину», «За що ти мені подобаєшся», «NCIS: Полювання на вбивць» і «Джої». Її кінокар'єра почалась з роботи в короткометражному фільмі «Розгардіяш у Клоунані». 
У 2005 році було оголошено, що Гарріс отримала головну повторювану роль у третьому сезоні телевізійного драматичного серіалу «Школа виживання», Рейчел Гатіну, яка створює хаос для мешканців Трі-Гілл. Вона повернулась у четвертий сезон. У п'ятому з'являється лише у двох епізодах через зміну формату серіалу. У червні 2009 року Гарріс підтвердила, що знову зіграє Рейчел у сьомому сезоні у семи епізодах. Гарріс вела переговори про повернення до восьмого сезону, але через несумісність розкладу ці плани так і не здійснилися.
У січні 2007 року Гарріс була обрана на головну жіночу роль у комедійному фільмі «Гарольд і Кумар: Втеча з Гуантанамо» від New Line Cinema, який є продовженням фільму 2004 року «Гарольд і Кумар відриваються». Знімання проходило в Шривпорті того ж місяця. Фільм вийшов у прокат у квітні 2008 року, отримавши переважно негативні відгуки (за Rotten Tomatoes у середньому 53 %), попри суму касових зборів понад 43 439 123 доларів у всьому світі. Гарріс повторює роль Ванесси Фаннінг в останній частині трилогії «Шалене Різдво Гарольда і Кумара», реліз якої відбувся у листопаді 2011 року. У 2009 і 2010 роках отримала ролі другого плану у фільмах «Канікули з чирлідерками» та «Запасний план».
У травні 2009 року було оголошено про участь Гарріс у трилері «Сусідка по кімнаті» виробництва Screen Gems. Вона знімалась разом з Лейтон Містер і Кемом Жиґанде. У центрі сюжету першокурсниця коледжу, чий сусід по кімнаті одержимий нею. Гарріс зіграла Ірен Крю, висококласну дизайнерку одягу. Знімання проходило в Університеті Південної Каліфорнії в Лос-Анджелесі з численною кількістю відтермінувань з невідомих причин. Зрештою фільм вийшов у прокат у лютому 2011 року, попри негативні відгуки критики, касові збори становили 15,6 мільйона доларів США у перші вихідні та понад 40 мільйонів доларів у всьому світі.
У вересні 2009 року Гарріс з'явилась у пілотному телевізійному серіалі «Секс по дружбі», який мав транслювати NBC. Спочатку його трансляція планувалася в середині телесезону 2010—2011 років, але її відклали до серпня 2011 року. Гарріс зіграла роль Сари Максвелл, лікарки. Прем'єру серіалу подивилися лише 2,34 мільйона глядачів. Критики неонозначно відгукнулися про проєкт. Нездатність решти сезону втримати глядачів гарантувала, що серіал не було продовжено.
У червні 2012 року Гарріс під ім'ям Денніл Еклз була залучена до повторної ролі у другому сезоні серіалу «На пенсію у 35» виробництва TV Land. У грудні 2017 року стало відомо, що Еклз обрали на повторювану роль сестри Джо в тринадцятому сезоні телесеріалу CW «Надприродне». Вона знялася в телевізійному фільмі «Різдвяний контракт» (2018) від Lifetime. У проєкті брали участь її колишні колеги по серіалу «Школа виживання» Гіларі Бертон, Роберт Баклі, Тайлер Гілтон і Ентвон Таннер. Дженсен і Денніл Еклз заснували Chaos Machine Productions, уклавши угоду з Warner Bros. Television Studios.

## Особисте життя
Гарріс заручилася з актором «Надприродного» Дженсеном Еклсом у листопаді 2009 року, вони побралися 15 травня 2010 року в Далласі. 7 січня 2013 було оголошено про вагітність. У травні 2013 народила дочку. 10 серпня 2016 пара оголосила про вагітність близнюками У грудні 2016 року народила сина і дочку.

## Фільмографія
| Рік       |    | Українська назва                    | Оригінальна назва                         | Роль                  |
| --------- | -- | ----------------------------------- | ----------------------------------------- | --------------------- |
| 1999—2004 | с  | Одне життя, щоб жити                | One Life to Live                          | Шеннон Мак-Бейн       |
| 2004      | кф | Розгардіяш у Клоунані               | The Plight of Clownana                    | Любительниця          |
| 2004      | с  | За що ти мені подобаєшся            | What I Like About You                     | Кейт                  |
| 2004      | с  | Джої                                | Joey                                      | Лондон/Кеті Гарпер    |
| 2005      | кф | Правило номер один                  | Rule Number One                           | Ейпріл                |
| 2005      | с  | Усі жінки — відьми                  | Charmed                                   | Нова Пейдж Меттьюс    |
| 2005      | с  | Військово-юридична служба           | JAG                                       | Кеммі Крессвелл       |
| 2005—2010 | с  | Школа виживання                     | One Tree Hill                             | Рейчел Гатіна         |
| 2007      | ф  | Десятидюймовий герой                | Ten Inch Hero                             | Платіша «Тіш» Медісон |
| 2007      | с  | CSI: Місце злочину                  | CSI: Crime Scene Investigation            | Шаста Мак-Клауд       |
| 2008      | с  | Вільне радіо                        | Free Radio                                | Денніл Гарріс         |
| 2008      | с  | Як я зустрів вашу маму              | How I Met Your Mother                     | Нора Зінман           |
| 2008      | ф  | Гарольд і Кумар: Втеча з Гуантанамо | Harold & Kumar Escape from Guantanamo Bay | Ванесса               |
| 2008      | кф | Гарольд і Кумар їдуть до Амстердама | Harold & Kumar Go to Amsterdam            | Ванесса               |
| 2008      | ф  | Екстремальний фільм                 | Extreme Movie                             | Меліса                |
| 2009      | ф  | Все ще чекаю...                     | Still Waiting...                          | Шеррі                 |
| 2008      | с  | NCIS: Полювання на вбивць           | NCIS                                      | Джессіка Шор          |
| 2009      | с  | Довірся мені                        | Trust Me                                  | Джессіка              |
| 2009      | с  | C.S.I.: Місце злочину Маямі         | CSI: Miami                                | Еббі Доусон           |
| 2009      | ф  | Канікули з чирлідерками             | Fired Up!                                 | Б'янка                |
| 2010      | ф  | Запасний план                       | The Back-up Plan                          | Олівія                |
| 2011      | ф  | Сусідка по кімнаті                  | The Roommate                              | Ірен Крю              |
| 2011      | с  | Секс по дружбі                      | Friends with Benefits                     | Сара Максвелл         |
| 2011      | ф  | Шалене Різдво Гарольда і Кумара     | A Very Harold & Kumar 3D Christmas        | Ванесса               |
| 2012      | ф  | Парубоцький вечір у Новому Орлеані  | Mardi Gras: Spring Break                  | Еріка                 |
| 2012      | с  | На пенсію у 35                      | Retired at 35                             | Джен Гарріс           |
| 2012      | тф | Неслухняний чи гарний               | Naughty or Nice                           | Джил Роудс            |
| 2013      | с  | Як жити з батьками...               | How to Live with Your Parents...          | Олівія                |
| 2014      | кф |                                     | TSA America: Suspicious Bulges            | Крістін               |
| 2014      | тф |                                     | Baby Boot Camp                            | Джулія                |
| 2018—2020 | с  | Надприродне                         | Supernatural                              | Сестра Джо/Анаель     |
| 2018      | тф | Різдвяний контракт                  | The Christmas Contract                    | Наомі                 |